# Strażnica WOP Włodawa
Strażnica Wojsk Ochrony Pogranicza Włodawa – zlikwidowany podstawowy pododdział Wojsk Ochrony Pogranicza pełniący służbę graniczną na granicy polsko-radzieckiej.

Strażnica Straży Granicznej we Włodawie imienia gen. bryg. Nikodema Sulika – zlikwidowana graniczna jednostka organizacyjna Straży Granicznej realizująca zadania bezpośrednio w ochronie granicy państwowej z Republiką Białorusi i Ukrainą.

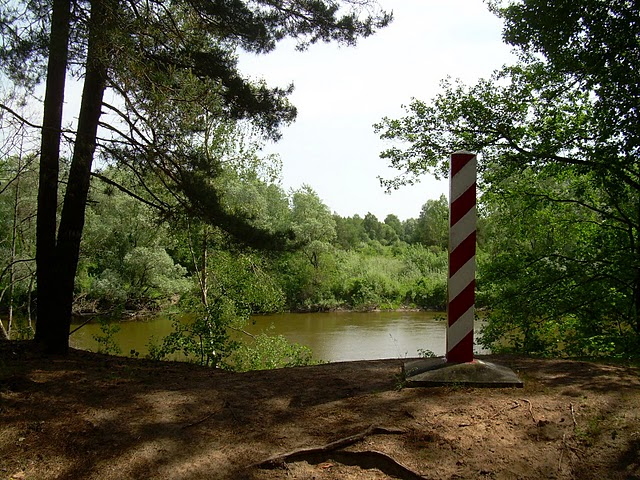
Granica polsko-białoruska, polski znak gran. i rzeka Bug w rej. Włodawy

## Formowanie i zmiany organizacyjne
Strażnica została sformowana po 1948 roku jako strażnica WOP nr 143a  (Włodawa} – w skali kraju.
1 stycznia 1951 roku strażnica WOP nr 143a Włodawa była w strukturach 232 batalionu WOP we Włodawie, a w 1954  już nie istniała.
Reorganizacja, jaką przechodziły Wojska Ochrony Pogranicza 1 czerwca 1956 roku, doprowadziły do likwidacji 23 Brygady i podległych jej pododdziałów. W miejsce zniesionej jednostki utworzono dwie samodzielne: Grupę Manewrową Wojsk Ochrony Pogranicza Tomaszów (Chełm) Lubelski i Samodzielny Oddział Zwiadowczy WOP Chełm do którego została włączona Placówka WOP Włodawa. 1 maja 1957 roku, na bazie Grupy Manewrowej i Samodzielnego Oddziału Zwiadowczego WOP zorganizowano 23 Chełmski Oddział WOP a od 1959 roku nadano 23 Oddziałowi nazwę regionalną: 23 Chełmski Oddział WOP.
1 stycznia 1964 roku we Włodawie stacjonowała Placówka WOP nr 5 w strukturach 23 Chełmskiego Oddziału WOP.
1 czerwca 1976 roku w związku ze zmianą ochranianego odcinka, dyktowaną przez reformę administracyjną kraju i nowy podział na województwa odtwarzano brygady na granicy ze Związkiem Radzieckim. Na bazie 23 Chełmskiego Oddziału WOP sformowano Nadbużańską Brygadę WOP. W jej strukturach 1 czerwca 1976 roku, na bazie placówki WOP Włodawa została zorganizowana strażnica WOP Włodawa.
1 października 1989 roku rozformowana została Nadbużańska Brygada WOP, na jej bazie powstał Nadbużański Batalion WOP, a Strażnica WOP Włodawa wraz z batalionem została włączona w struktury Bieszczadzkiej Brygady WOP w Przemyślu i tak funkcjonowała do 15 maja 1991 roku.
Straż Graniczna:
16 maja 1991 roku ochronę granicy państwowej przejęła nowo sformowana Straż Graniczna. Strażnica we Włodawie została włączona w struktury Nadbużańskiego Oddziału Straży Granicznej w Chełmie i przyjęła nazwę Strażnica Straży Granicznej we Włodawie (Strażnica SG we Włodawie).
22 grudnia 1994 roku otwarto nową siedzibę Strażnicy SG we Włodawie.
W 2002 roku, strażnica miała status strażnicy SG I kategorii.
Jako Strażnica Straży Granicznej we Włodawie funkcjonowała do 23 sierpnia 2005 roku i 24 sierpnia 2005 roku, Ustawą z 22 kwietnia 2005 roku O zmianie ustawy o Straży Granicznej..., została przekształcona na Placówkę Straży Granicznej we Włodawie im. gen. bryg. Nikodema Sulika (PSG we Włodawie) w strukturach Nadbużańskiego Oddziału Straży Granicznej.

## Ochrona granicy
1 stycznia 1964 roku na ochranianym odcinku funkcjonowało przejście graniczne uproszczonego ruchu granicznego (urg), w którym kontrolę graniczną i celną osób, towarów oraz środków transportu wykonywała 5 placówka WOP Włodawa:
- Włodawa.

## Sąsiednie strażnice
- 142 strażnica WOP Dołhobrody ⇔ 143 strażnica WOP Sobibór – 1952
- Placówka WOP Terespol ⇔ Placówka WOP Dorohusk – 01.06.1956
- 6 placówka WOP Sławatycze ⇔ 4 placówka WOP Dorohusk – 01.01.1960
- 6 placówka WOP Sławatycze ⇔ 4 placówka WOP Dorohusk – 01.01.1964
- Strażnica WOP Sławatycze ⇔ Strażnica WOP Dorohusk – 01.06.1976
- Strażnica WOP Sławatycze ⇔ Strażnica WOP Dorohusk – 1990[7]

Straż Graniczna:
- Strażnica SG w Sławatyczach ⇔ Strażnica SG w Dorohusku – 16.05.1991[13].
- Strażnica SG w Dołhobrodach ⇔ Strażnica SG w Dorohusku – 29.11.2001.

## Dowódcy/komendanci strażnicy
- por. Wojciech Borecki (26.04.1980–15.10.1986)[14]
- por. Edward Goch (01.05.1989–był 31.07.1990)[15].

Komendanci strażnicy SG:
- por. SG Krzysztof Cieślak (był 01.12.1995)[10].

## Nadanie imienia strażnicy
Nadanie imienia strażnicy podano za: Roczniki Wydziału Nauk Prawnych i Ekonomicznych KUL. W: Stanisław Dubaj: Patroni Nadbużańskiego Oddziału Straży Granicznej i Podległych Placówek SG – Tom VIII−IX, zeszyt 1 – 2012–2013. Lublin: Katolicki Uniwersytet Lubelski Jana Pawła II, 2013, s. 323–325, 339.
W połowie lat 90. XX wieku Stowarzyszenie Weteranów Polskich Formacji Granicznych (SWPFG), na którego czele stał płk w st. spocz. Jan Sadowski, emerytowany oficer Korpusu Ochrony Pogranicza, a w ścisłym kierownictwie – jako jeden z trzech wiceprzewodniczących – istotną˛ rolę odgrywał por. rez. inż. Mirosław Jan Rubas, syn st. sierż. Jana Rubasa, podoficera KOP, który w czasie II wojny światowej został zamordowany na Ukrainie. Przedstawiciele SWPFG, wystąpili inicjatywą nadania Strażnicy SG we Włodawie imienia gen. Nikodema Sulika, oficera kadry dowódczej Korpusu Ochrony Pogranicza, który był związany z Polesiem. Komendant NOSG płk SG Józef Biedroń, mając poparcie włodawskiej społeczności wystąpił z oficjalnym wnioskiem do płk. SG dr. Jana Wojcieszczuka komendanta głównego SG. Komendant główny SG 1 grudnia 1995 roku nadał Strażnicy SG we Włodawie imię „Generała Nikodema Sulika”. Uroczystości związane z nadaniem patronatu odbyły się 3 grudnia 1995 roku. Udział wzięli przedstawiciele Straży Granicznej, na czele z zastępcą komendanta głównego SG – ppłk. Wojciechem Brochwiczem, reprezentanci terenowej administracji rządowej i samorządowej, członkowie środowisk kombatanckich, uczniowie, harcerze i społeczeństwo Włodawy. Honorowym gościem uroczystości był syn patrona – Bolesław Sulik, który wspominając ojca, powiedział: „Generał Nikodem Sulik znów stanął na straży ochrony granicy”. W tym dniu została odsłonięta tablica pamiątkowa na murach strażnicy, ufundowana przez funkcjonariuszy NOSG i lokalne społeczeństwo (Na pamiątkowej tablicy wyryto m.in. motto – słowa Jana Długosza – „By czas nie zaćmił i niepamieć...”.  W strażnicy została utworzona również izba pamięci, w której zgromadzono liczne pamiątki związane z patronem. 